# Ackelia Smith
Ackelia Smith (* 5. Februar 2002 in James Hill, Clarendon Parish) ist eine jamaikanische Leichtathletin, die im Weit- und Dreisprung an den Start geht.

## Sportliche Laufbahn
Erste Erfahrungen bei internationalen Meisterschaften sammelte Ackelia Smith bei den CARIFTA-Games 2018 in Nassau, bei denen sie mit einer Weite von 5,91 m die Goldmedaille im Weitsprung in der U17-Altersklasse gewann und sich auch im Dreisprung mit 12,58 m die Goldmedaille sicherte. Anschließend startete im Weitsprung bei den U20-Weltmeisterschaften in Tampere und schied dort mit 5,90 m in der Qualifikationsrunde aus. 2021 gelangte sie bei den U20-Weltmeisterschaften in Nairobi mit 12,91 m auf Rang neun im Dreisprung und begann im Sommer ein Studium an der University of Texas at Austin. Im Jahr darauf wurde sie bei den Weltmeisterschaften in Eugene mit 13,90 m im Finale Zwölfte im Dreisprung. Anschließend belegte sie bei den Commonwealth Games in Birmingham mit 13,83 m den sechsten Platz und erreichte im Weitsprung mit 6,55 m Rang sieben. 2023 wurde sie NCAA-Collegemeisterin im Weitsprung und verbesserte ihre Bestleistung auf 7,08 m. Im August erreichte sie bei den Weltmeisterschaften in Budapest mit 6,49 m im Finale den elften Platz und verpasste im Dreisprung mit 13,95 m den Finaleinzug. Im Jahr darauf wurde sie NCAA-Collegemeisterin im Weit- und Dreisprung und im August belegte sie bei den Olympischen Sommerspielen in Paris mit 6,66 m im Finale den achten Platz im Weitsprung und gelangte im Dreisprung mit 14,42 m auf Rang sieben. Beim Memorial Van Damme wurde sie mit 14,11 m Dritte im Dreisprung.
2022 wurde Smith jamaikanische Meisterin im Weitsprung.

## Persönliche Bestleistungen
- Weitsprung: 7,08 m (1,9 m/s), 13. Mai 2023 in Tampa
- Dreisprung: 14,54 m (+1,9 m/s), 10. Juni 2023 in Austin